# Феррейра да Силва, Адемар
Адемар Феррейра да Силва (порт. Adhemar Ferreira da Silva, 29 сентября 1927 — 12 января 2001) — бразильский легкоатлет, двукратный олимпийский чемпион.

## Биография
Адемар Феррейра да Силва родился в 1927 году в Сан-Паулу в бедной семье. С 1947 года начал тренироваться в тройном прыжке под руководством немецкого тренера Дитриха Хернера, и вскоре побил национальный рекорд. Он был отобран в олимпийскую сборную Бразилии для участия в Олимпийских играх 1948 года, но там занял лишь восьмое место. Однако в 1951 году он стал обладателем золотой медали Панамериканских игр, после чего дважды — в 1952-м и 1956 годах — завоёвывал золотые олимпийские медали в тройном прыжке. В 1955 и 1959 годах он вновь завоевал золотые медали Панамериканских игр.
В 1959 году Адемар Феррейра да Силва снялся в фильме «Чёрный Орфей» режиссёра Марселя Камю, который завоевал «Золотую ветвь» Каннского кинофестиваля.
Адемар на протяжении большей части своей карьеры представлял спортивную секцию футбольного клуба «Сан-Паулу». Две звезды в эмблеме этого третьего по популярности клуба Бразилии добавлены в честь двух мировых рекордов Адемара, установленных на Олимпийских играх 1952 года и на Панамериканских играх 1955 года.